# Stratiomys pardalina
Stratiomys pardalina är en tvåvingeart som beskrevs av Johann Ludwig Christian Gravenhorst 1807. Stratiomys pardalina ingår i släktet Stratiomys och familjen vapenflugor. Inga underarter finns listade i Catalogue of Life.